# دونالدسونویل (لوئیزیانا)
دونالدسونویل (به انگلیسی: Donaldsonville) شهری در ایالت لوئیزیانا کشور ایالات متحده آمریکا است که جمعیت آن در سرشماری سال ۲۰۱۰ میلادی، ۷٬۴۳۶ نفر بوده‌است.